# Paleis van Cultuur en Wetenschap

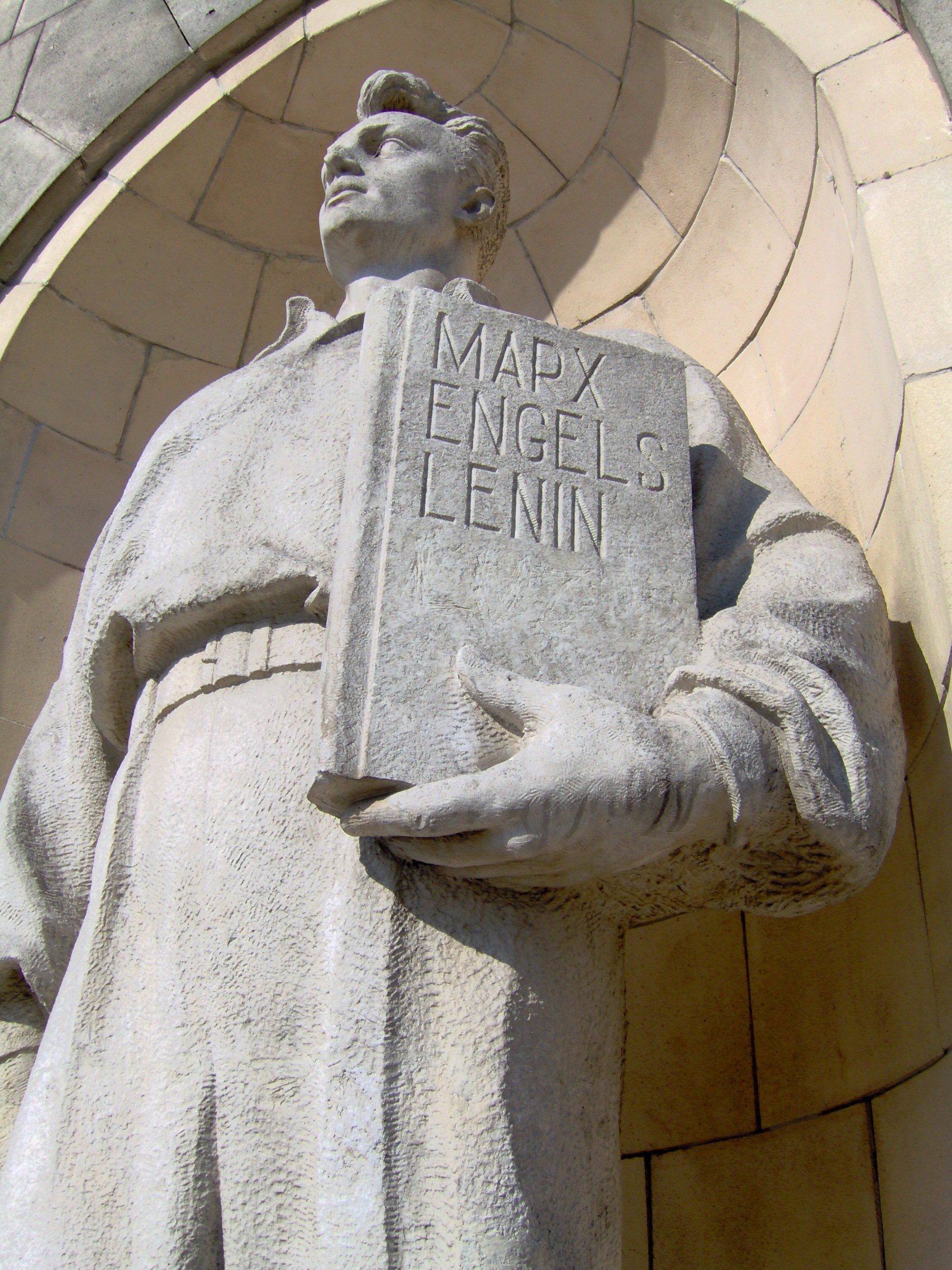
Standbeeld op het gebouw met inscriptie van de namen Marx, Engels en Lenin. De naam van Stalin is later verwijderd.

Het Paleis van Cultuur en Wetenschap (Pools: Pałac Kultury i Nauki, afgekort PKiN) in Warschau is het op twee na hoogste gebouw van Polen. Het gebouw heette oorspronkelijk het Jozef Stalin-paleis van Cultuur en Wetenschap, maar in het kader van de destalinisatie werd Stalins naam verwijderd.

## Beschrijving
Het in stalinistische "suikertaartstijl" opgetrokken gebouw is 237 meter hoog, inclusief de spits van 49 meter. Op 42 verdiepingen zijn 3288 kamers met een totale oppervlakte van 120.000 m². Het gebouw is voornamelijk in gebruik als tentoonstellingscentrum en kantoorgebouw. Daarnaast zijn er bioscopen, theaters, musea zoals het Muzeum Ewolucji, boekwinkels en een conferentieruimte voor 3000 personen. Het gebouw behoort tot de hoogste van Europa, zeker ten tijde van de bouw.

## Bouw
De bouw is begonnen in 1952 en duurde tot 1955; het was een gift van de Sovjet-Unie aan de bevolking van Polen. De 3500 bouwvakkers, van wie er tijdens de bouw 16 stierven, kwamen bijna allemaal uit de Sovjet-Unie. Het lijkt dan ook sterk op het hoofdgebouw van de Staatsuniversiteit van Moskou. De architect Lev Roednev heeft er wel wat Poolse details aan toegevoegd.

## Enkele evenementen
Vlak na de opening in 1955 werd het 5e wereldfestival voor jeugd en studenten in het Paleis gehouden. In 1967 traden de Rolling Stones er op. Ze waren de eerste grote Westerse muziekgroep die optrad achter het IJzeren Gordijn.

## Weerstand
Het gebouw was het symbool van de Sovjetoverheersing van Polen en daarom niet geliefd onder de Polen. Er waren veel geluiden het gebouw te slopen, echter zou de sloop erg duur zijn en daarom is dit nooit uitgevoerd. Op de 30ste verdieping is een toeristische uitkijkpost en een bekend grapje was dat daar het uitzicht op Warschau het mooist was; het was immers de enige plaats waar je het gebouw niet kon zien. Tegenwoordig is de weerstand tegen het gebouw afgenomen, omdat er meerdere wolkenkrabbers om heen zijn gebouwd en het paleis minder het stedelijk silhouet bepaalt. In 2007 heeft het gebouw een beschermde status als monument gekregen.

## Klok
In 2000 zijn er vier wijzerplaten opgehangen, met een diameter van 6,3 meter. Het gebouw is daarmee de op een na hoogste toren-met-klok ter wereld.